# Moctar Ouane
Moctar Ouane (ur. 11 października 1955) – malijski polityk i dyplomata, od 27 września 2020 do 25 maja 2021 pełniący obowiązki premiera Mali.

## Życiorys
Pełnił funkcję doradcy ds. spraw zagranicznych prezydentów Moussy Traoré (1990–1991) i Amadou Toumani Touré (1991–1992), jak również doradcy premiera (1992) oraz doradcy dyplomatycznego ministra spraw zagranicznych (1992–1995). Stały przedstawiciel Mali przy ONZ (27 września 1995 – 27 września 2002), przewodniczący Rady Bezpieczeństwa ONZ we wrześniu 2000 roku i grudniu 2001 roku. Minister spraw zagranicznych w latach 2004–2011. 27 września 2020 mianowany tymczasowym premierem Mali.
25 maja 2021 został aresztowany w wyniku zamachu stanu. 27 sierpnia 2021 został zwolniony z aresztu domowego.